# Russell Simmons

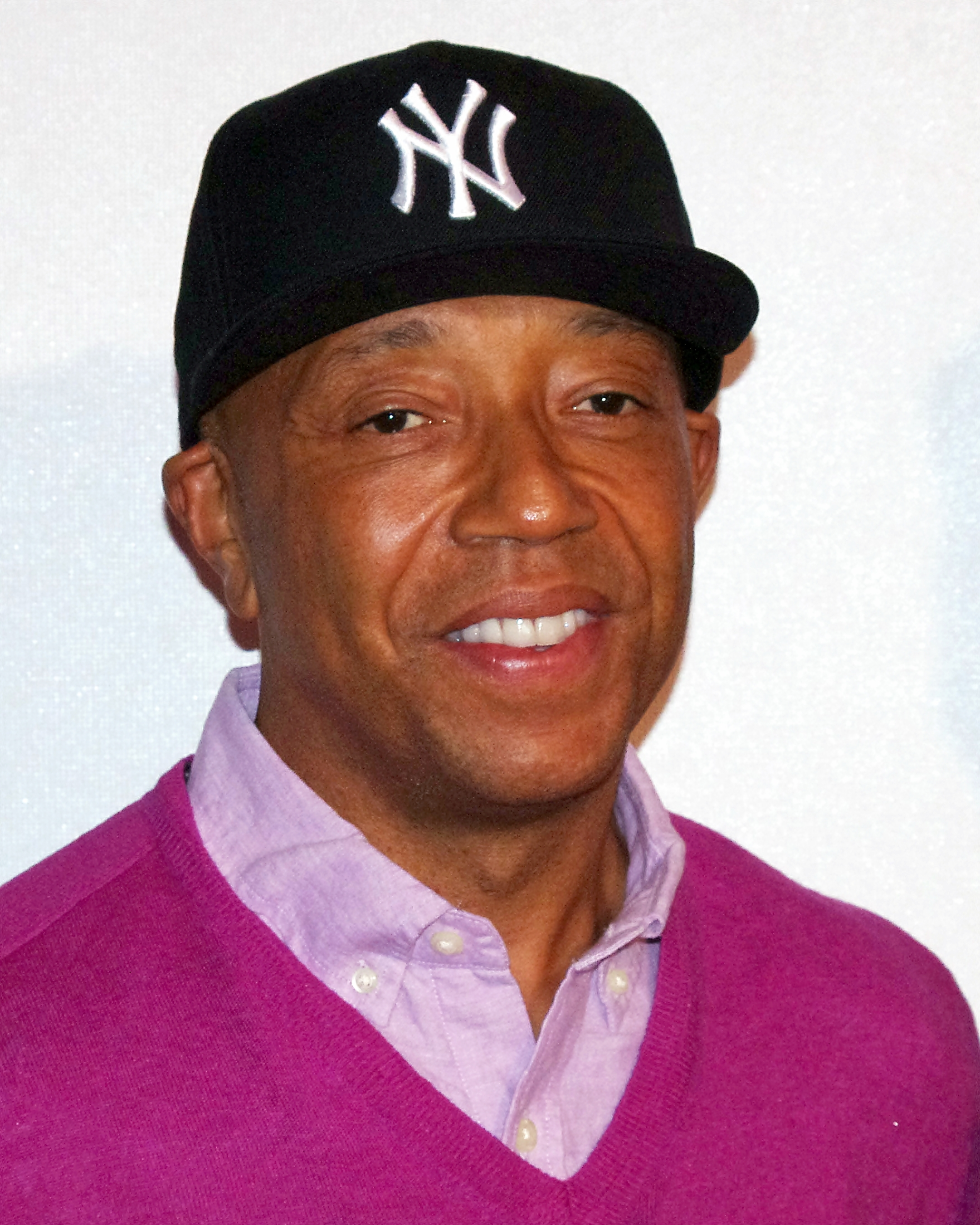
Russell Simmons 2012.

Russell Simmons, född 4 oktober 1957 i Queens i New York, är en amerikansk entreprenör inom musik och mode. Han är tillsammans med Rick Rubin medgrundare till det banbrytande hiphop-skivbolaget Def Jam, grundare till ytterligare ett skivbolag (Russell Simmons Music Group), samt skapare av klädmärket Phat Farm. Russel Simmons är äldre bror till Joseph Simmons, mer känd som "Run" i hiphopgruppen Run DMC.
Simmons är vegan och har skrivit en bok i ämnet. Han förespråkar transcendental meditation och är knuten till David Lynch Foundation.

## Biografi
Simmons gick i skolan på City College of New York men hoppade av studierna för att producera skivor och promota lokala rappare och hiphop-akter, som till exempel Kurtis Blow och redan nämnda Run DMC. 1984 träffade han Rick Rubin och de båda startade skivbolaget Def Jam, vilket skulle bli ett av de mest inflytelserika skivbolaget i den nyfödda hiphopbranschen, då man signade kommande världsstjärnor som Beastie Boys, LL Cool J och Run DMC.
Russell Simmons gifte sig 20 december 1998 med den före detta modellen Kimora Lee Simmons. De har två barn, Ming Lee Simmons (21 januari 2000) och Aaoki Lee Simmons (16 augusti 2002) - som båda återfinns som modeller för Baby Phats barnkollektion.

## Rush Communications
Def Jam var bara en del av Simmons bolag Rush Communications. Inom bolaget rymdes även ett artistmanagementbolag, klädföretaget Phat Farm, ett fimproduktionsbolag, TV-program som Def Comedy Jam, en tidning, och ett marknadsföringsbolag. Simmons sålde 1999 sin andel av skivbolaget för 100 miljoner dollar till Universal Music Group.